# Вулиця Лозовецька (Тернопіль)
Вулиця Лозовецька — вулиця в мікрорайоні «Промисловий» міста Тернополя.

## Відомості
Розпочинається двома частинами від вулиці Збаразької та кільцевої розв'язки вулиць Збаразької, Текстильної і проспекту Злуки. Одна частина забудована переважно житловими багатоповерхівками та пролягає на північний захід, де продовжується вулицею Фабричною, на іншій знаходяться переважно промислові споруди, вона прямує на північ до вулиці Поліської, де і закінчується.

## Транспорт
На вулиці розташовані 4 зупинки громадського транспорту, до яких курсують автобус №21 та тролейбус №7.

## Підприємства
- ПрАТ «Тернопільський молокозавод»

## Комерція
- Дитяча клініка «Малеча» (Лозовецька, 4)
- Тернопільський коледж університету «Україна» (Лозовецька, 13)